# Интер&Ко Стейдиъм
„Интер&Ко Стейдиъм“ е футболен стадион в Орландо, Флорида, САЩ. Това е домакинският стадион на „Орландо Сити“ от МЛС. Стадионът има капацитет от 25 500 места.
Отборът „Орландо Сити“ е създаден през 2010 година, като се присъединява към МЛС през сезон 2015. По това време започва и строежът на неговия стадион, докато „Орландо“ играе мачовете си на „Кампинг Уърлд Стейдиъм“. Финансирането е покрито изцяло от собствениците на футболния отбор, след като през 2013 година Камарата на представителите на „Орландо“ не одобрява общинско финансиране.
Стадионът ще бъде домакин на мачове по време на Световното клубно първенство по футбол през 2025 г.